# Margerie-Hancourt
Margerie-Hancourt is een gemeente in het Franse departement Marne (regio Grand Est) en telt 207 inwoners (1999). De plaats maakt deel uit van het arrondissement Vitry-le-François.

## Geografie
De oppervlakte van Margerie-Hancourt bedraagt 21,0 km², de bevolkingsdichtheid is 9,9 inwoners per km².
De onderstaande kaart toont de ligging van Margerie-Hancourt met de belangrijkste infrastructuur en aangrenzende gemeenten.

## Demografie
Onderstaande figuur toont het verloop van het inwonertal (bron: INSEE-tellingen).